# Adiantum pedatum
El culantrillo de Canadá (Adiantum pedatum) es una especie de helecho perteneciente a la familia Pteridaceae, es originaria de los bosques húmedos del este de Norteamérica.

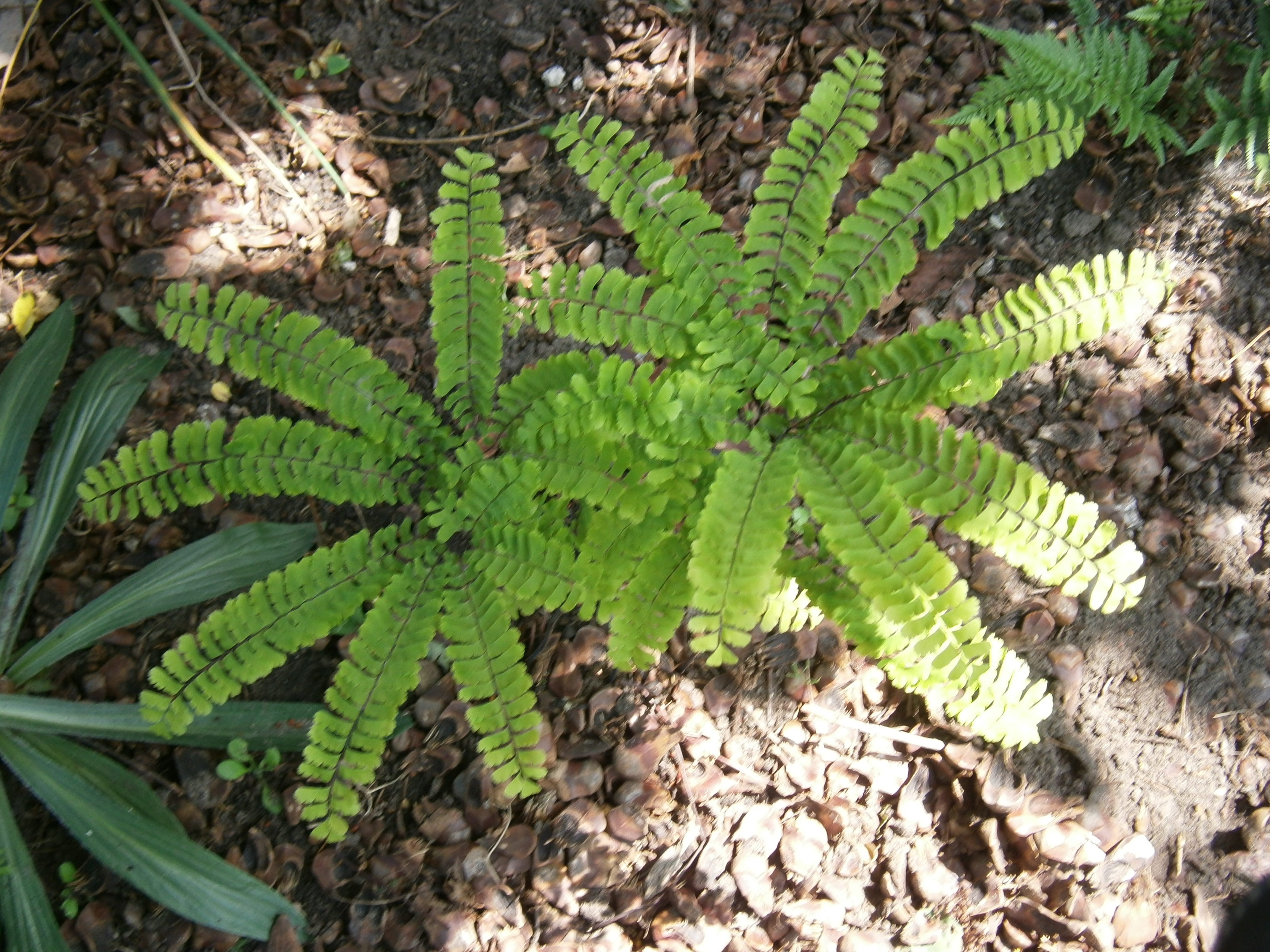
Vista de la planta

## Descripción
Adiantum aleuticum fue considerado una subespecie. Tanto A. pedatum y A. aleuticum tienen frondas distintivamente bifurcadas y con pinnas en un solo lado.
Crece hasta alcanzar un tamaño de 0.3-0.75 m de altura, y es caduco.
Esta planta se ha ganado el Premio Award of Garden Merit de la Royal Horticultural Society.

## Taxonomía
Adiantum pedatum fue descrita por Carlos Linneo y publicado en Species Plantarum 2: 1095. 1753.
Etimología;
Adiantum: nombre genérico que proviene del griego antiguo, que significa "no mojar", en referencia a las hojas, por su capacidad de arrojar el agua sin mojarse.
pedatum: epíteto latíno que significa "como pie de pájaro"
Sinonimia
- Adiantum grandifolium Ching[6]